# María del Carmen Izaguirre Francos
María Izaguirre Francos (Tehuacán, Puebla; 8 de junio de 1952) es una política mexicana, afiliada al Partido Revolucionario Institucional. Ha sido diputada federal en la LIX legislatura de 2003 a 2006 y en la LXI legislatura de 2009 a 2012. Fue senadora de la República en la LXIII legislatura como suplente de Blanca Alcalá.

## Primeros años
María del Carmen Izaguirre Francos nació el 8 de junio de 1952 en Tehuacán, Puebla, México. De 1991 a 1996 estudió la licenciatura en derecho en el Centro Universitario Tehuacán. De 2001 a 2003 estudió la maestría en ciencias políticas y gestión pública en la Escuela Libre de Derecho de Puebla. De 1996 a 2001 fue docente de la Universidad de Tehuacán.

## Trayectoria política
Ha sido militante del Partido Revolucionario Institucional desde 1981. De 2002 a 2003 fue diputada del Congreso del Estado de Puebla por el distrito 14 en la LV legislatura. Fue presidente de la mesa directiva del congreso. En las elecciones federales de 2003 fue elegida como diputada federal en representación del distrito 15 de Puebla para la LIX legislatura. Ocupó el cargo del 1 de septiembre de 2003 al 31 de agosto de 2006. Fue presidente del comité de información, gestoría y quejas, y secretaria de la comisión de participación ciudadana. En las elecciones federales de 2009 volvió a ser elegida como diputada federal por el mismo distrito. Fue parte de la LXI legislatura del 1 de septiembre de 2009 al 31 de agosto de 2012. Dentro de la cámara fue secretaria de la comisión de relaciones exteriores.

## Senadora de la República
En las elecciones federales de 2012 fue postulada por el Partido Revolucionario Institucional como compañera de fórmula de Blanca Alcalá para ser senadora de la República y su suplente en caso de ausencia. El 25 de febrero de 2016 Alcalá pidió licencia del cargo para poder postularse como candidata a la gubernatura de Puebla en las elecciones de ese año. Izaguirre Francos ocupó su escaño de senadora desde febrero hasta el 5 de julio de 2016, en que Alcalá volvió a ocupar el cargo. El 2 de agosto de 2017 Blanca Alcalá dejó definitivamente su escaño para ser embajadora de México ante Colombia. María Izaguirre Francos volvió a ejercer somo su suplente hasta el fin de la LIX legislatura. Dentro del senado fue secretaria de la comisión contra la trata de personas.